# Karcsú csiperke
A karcsú csiperke (Agaricus sylvicola) a csiperkefélék családjába tartozó, Európában és Észak-Amerikában honos, erdőkben élő, ehető gombafaj.

## Megjelenése
A karcsú csiperke kalapja 6-12 cm széles, alakja fiatalon gömbszerű vagy négyszögletes, amely domborúan, majd laposan kiterül; a közepén lehet kis púp. Széle először begöngyölt, aztán aláhajló, végül egyenes. Felszíne fiatalon bársonyos, majd finoman sugarasan szálas. Színe először fehéres, idősen sárgás-okkeres lesz; sérülésre lassan megsárgul.
Húsa kemény, kb 1,5 cm vastag; színe fehér, sérülésre nem változik. Szaga ánizsra vagy mandulára emlékeztet, íze kellemes.
Sűrű lemezei szabadon állnak. Színük eleinte szürkésfehér, majd húsrózsaszín, idősen barnásfeketék; élük világosabb.
Tönkje 6-10 cm magas és 1,5-2 cm vastag. Alakja hengeres, karcsú, töve gumós. Gallérja széles, lelógó. A tönk a gallér felett rózsaszínes, alatta fehér; sérülésre sárgul. Felülete hosszanti szálas. 
Spórapora csokoládébarna. Spórája ellipszis vagy tojásdad alakú, sima, mérete 5-6,5 x 3,5-4,5 µm.

### Hasonló fajok
Az ehető gumós csiperke nagyon hasonlít hozzá. Esetenként összetéveszthető a halálosan mérgező gyilkos galócával a mérgező citromgalócával vagy az ehető erdőszéli csiperkével. 

## Elterjedése és termőhelye
Európában és Észak-Amerikában honos. Magyarországon helyenként gyakori.
Lombos erdőkben, fenyvesekben él. Júliustól októberig terem.

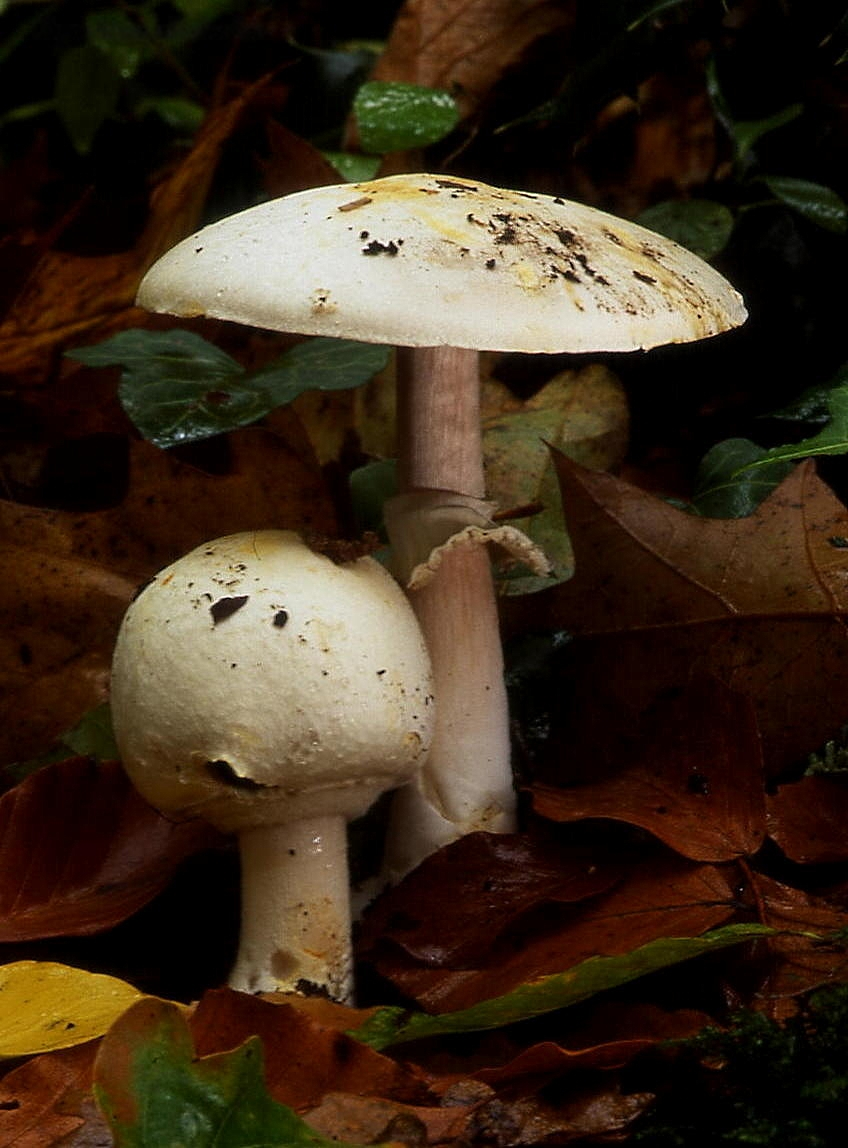
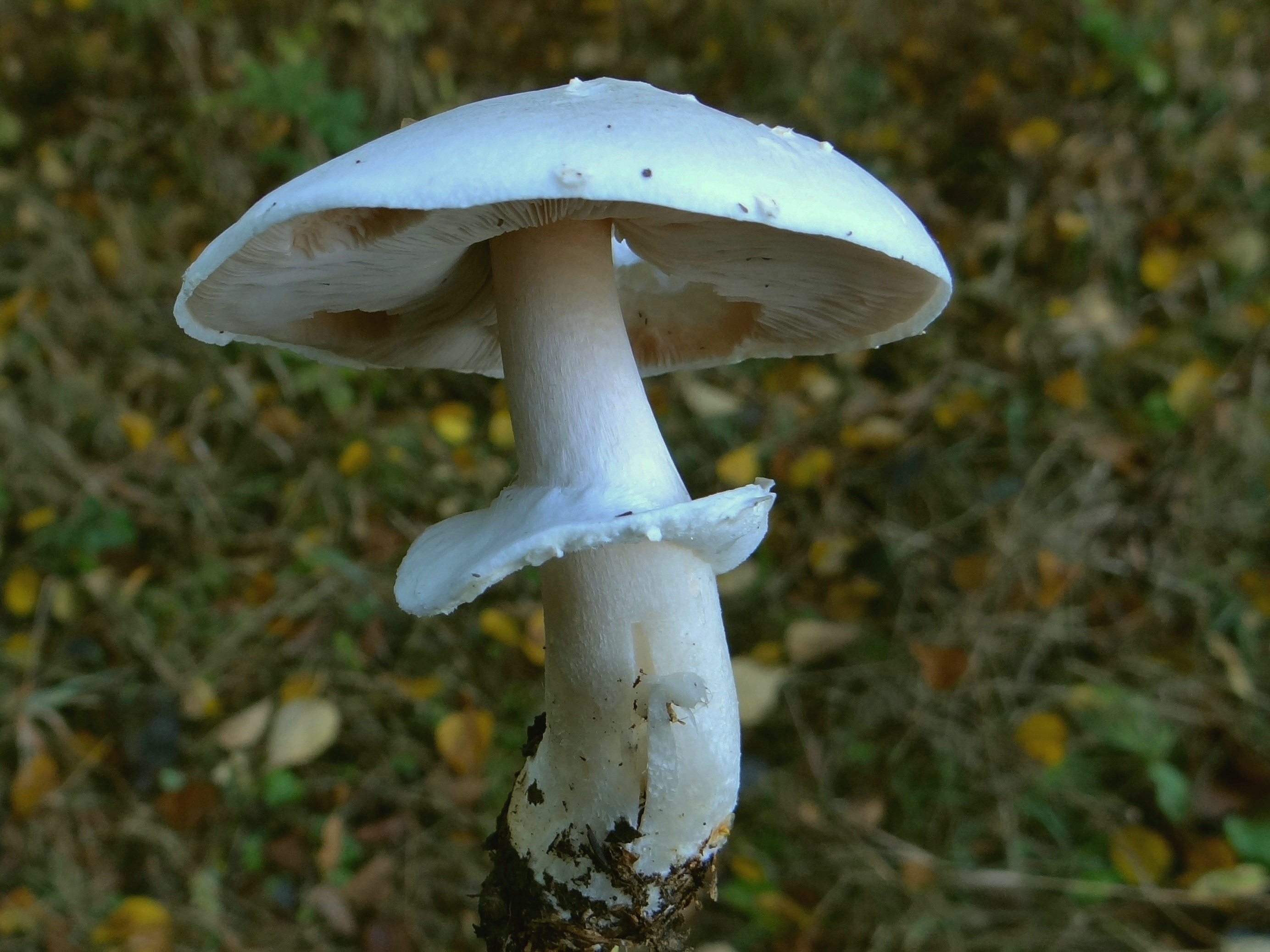
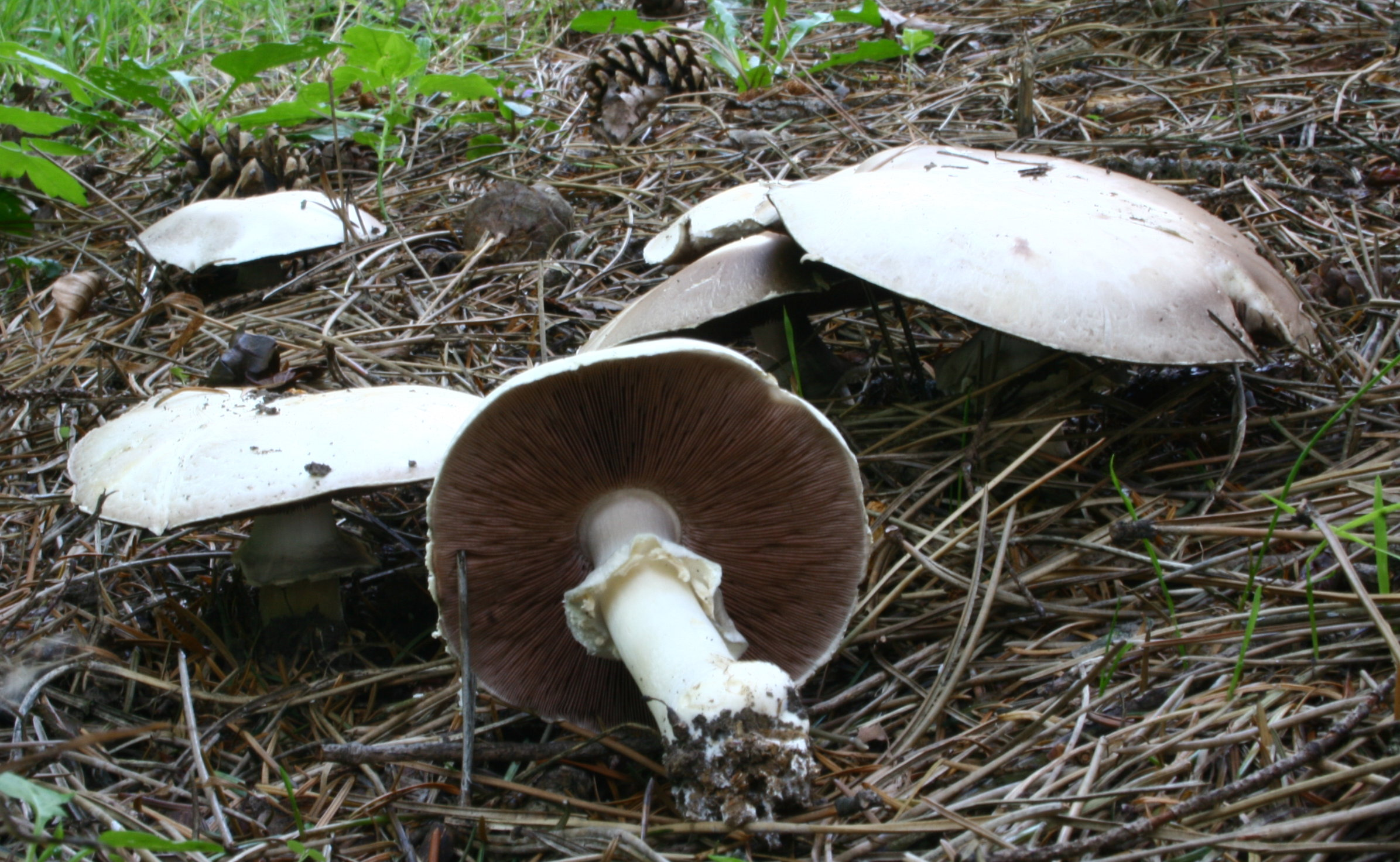
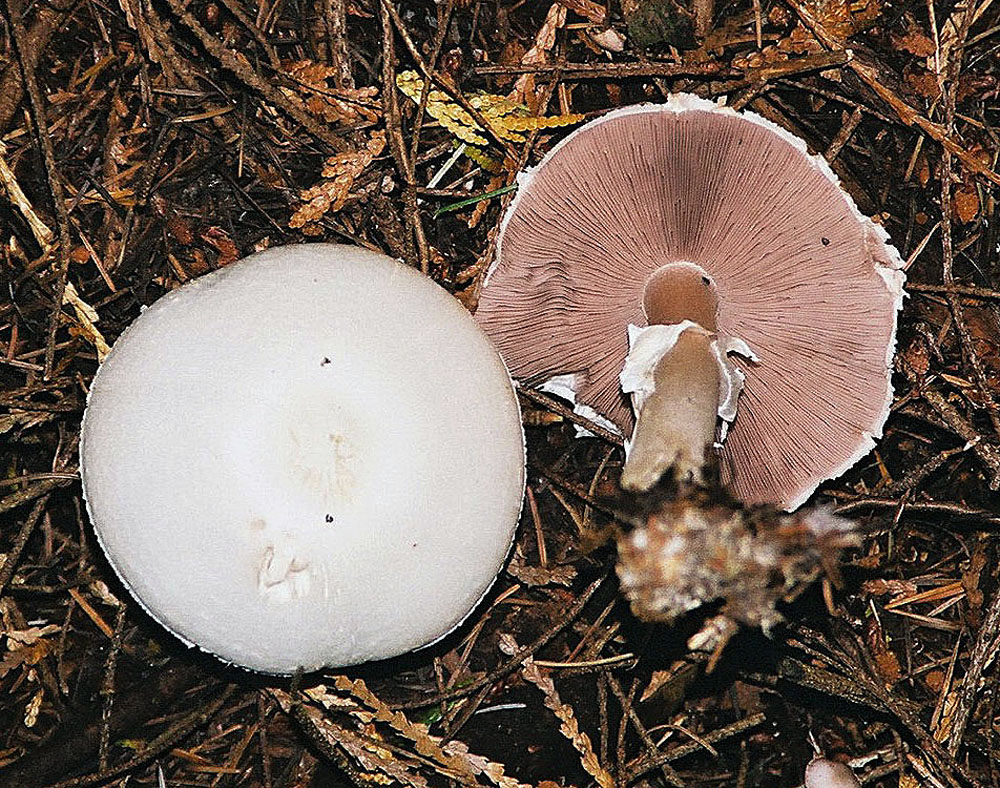
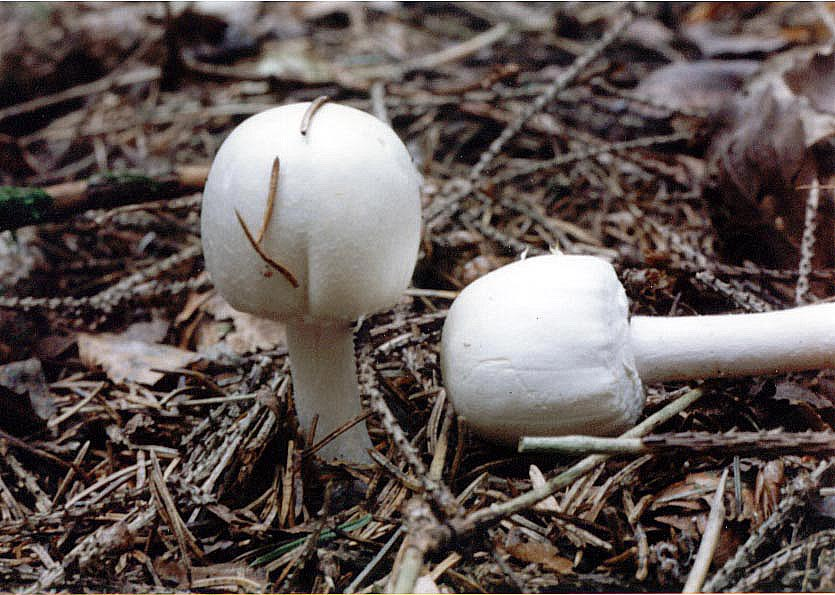

Ehető gomba.    